# Diospyros olen
Diospyros olen är en tvåhjärtbladig växtart som beskrevs av William Philip Hiern. Diospyros olen ingår i släktet Diospyros och familjen Ebenaceae. Inga underarter finns listade i Catalogue of Life.